# Stemning (Alnæs)
Stemning (Noors voor stemming) is een compositie van Eyvind Alnæs. Alnæs schreef veel bundeltjes met muziek voor piano, maar dit werkje ging als losstaand door het leven. Gezien de sfeertekening wordt het in A majeur geschreven werkje uitgevoerd in het langzame tempo andante. 